# Roy Orbison
Roy Kelton Orbison (Vernon, Texas, 23 april 1936 – Nashville, Tennessee, 6 december 1988) was een Amerikaanse country- en rockzanger. Hij staat sinds 1987 in de Rock and Roll Hall of Fame en de Nashville Songwriters Hall of Fame. In 1989 werd hij opgenomen in de Songwriters Hall of Fame. In 2006 kreeg Orbison postuum een ster op de Music City Walk of Fame en in 2010 op de Hollywood Walk of Fame. In 2014 werd Orbison opgenomen in de Musicians Hall of Fame.

## Biografie
Roy Orbison begon zijn carrière in 1956 bij het platenlabel Sun Records dat geleid werd door Sam Phillips en waar ook Elvis Presley, Johnny Cash, Jerry Lee Lewis en Carl Perkins onder contract stonden of hebben gestaan. Met het nummer Ooby Dooby waarvan er zo'n 500.000 stuks werden verkocht en dat tot nummer 56 op de Billboard Top 100 kwam, scoorde hij zijn enige hit voor Sun. In de periode dat hij voor het platenlabel actief was, wist hij al dat zijn hart bij het zingen van ballads lag. Sam Phillips, de eigenaar van Sun Records, wilde echter dat Orbison uptempo songs opnam, dit zeer tegen de zin van Orbison. Toen Orbison een grote hit schreef voor The Everly Brothers (Claudette), zag hij zijn kans schoon en kocht zijn platencontract bij Sun Records af om zodoende ergens anders zijn geluk te kunnen beproeven.
Orbison kwam terecht bij het platenlabel RCA waar Elvis Presley vele hits opnam. Orbison bleef echter niet lang. Na een aantal nummers op plaat te hebben gezet verliet hij in 1959 het label en kwam terecht bij Monument Records dat onder leiding stond van Fred Foster.

### Doorbraak
Orbisons eerste single, Up Town, was een bescheiden succes en bereikte plaats 72 in de Billboard Top 100. De opvolger werd uitgebracht in 1960 en maakte van Roy Orbison een wereldster. Van Only the Lonely gingen ruim twee miljoen exemplaren over de toonbank en met dit nummer creëerde Orbison iets dat nog nooit eerder in de rock-'n-roll was gehoord: de dramatische rockballad. Tussen 1960 en 1965 produceerde Orbison klassiekers als Running Scared, Crying, Blue Angel, Falling, Blue Bayou, It's Over, In Dreams en Oh, pretty woman. Vaak rustig beginnend, bouwde Orbison langzaam naar een climax toe die zowel in de arrangementen als in de stem en teksten van Orbison tot uitdrukking werd gebracht. De stem van Orbison en de composities van zijn songs zouden hem de status van legende bezorgen. Er was echter nog een element dat de muziek van Orbison uniek maakte: hij had ook het talent om liedjes op een totaal vernieuwende manier te schrijven. Het was in de beginjaren zestig de gewoonte om een song volgens een vast patroon te schrijven (A,B,C,B,D,B). Orbison schreef echter bijvoorbeeld in schema's als A,B,C,D...Z. Er kwam in het hele liedje dus geen enkele herhaling van zinnen voor. Het vroegste voorbeeld hiervan is de song Wedding Day uit 1961, maar In Dreams en Falling uit 1963 zijn de bekendste voorbeelden. Running Scared uit 1961 was een song die ook afweek van wat gewoon was op dit gebied doordat het refrein aan het einde van het lied zat in plaats van in het midden. Toen het contract bij Monument Records in 1965 afliep was Orbison een wereldster met platenverkopen die de 30 miljoen hadden overschreden.
Orbison tekende voor het MGM-label, dat bereid was om hem het tot dan hoogste bedrag ooit (1 miljoen dollar contant) voor een platenartiest te betalen. Verder kreeg hij de kans om in films te acteren. MGM bedong echter dat er per jaar 30 songs en 1 album geproduceerd moesten worden. Daarmee kwam de nadruk te liggen op de kwantiteit in plaats van op de kwaliteit van de songs, dit in tegenstelling tot wat bij Monument Records gebruikelijk was. De eerste single op het MGM-label is de top 20-hit Ride Away. Het zou zijn grootste hit voor MGM zijn. In 1966 haalde hij met Cry Softly Lonely One (top 52) zijn laatste hitnotering in Amerika. In Engeland had hij meer hits, met als hoogste notering Too Soon To Know dat in 1966 de top 3 haalde. Penny Arcade is in 1969 zijn laatste notering in Engeland. Het opkomen van de Beatles en andere Britse bands (The British Invasion) en de daarmee veranderende smaak bij het platenkopend publiek zorgde ervoor dat de aanwezigheid van Orbison in de hitlijsten minder werd. Verder vonden er grote tragedies in zijn privéleven plaats. Zijn vrouw Claudette kwam in 1966 om het leven bij een motorongeluk en twee van zijn drie zoons vonden in 1968 de dood bij een brand in zijn landhuis. De carrière van Orbison kwam in een diep dal terecht. De hits bleven uit en het (grote) publiek leek hem vergeten te zijn. Zijn concerten in Engeland werden nog wel goed bezocht, omdat de fans hem trouw bleven, maar in zijn thuisland Amerika bleek dat volkomen anders. Daar trad hij met regelmaat op voor een klein publiek.
In 1973 werd zijn contract bij MGM ontbonden. Een jaar later tekende hij bij Mercury Records en nam daar het album I'm Still In Love With You op. Niet alleen is dit album onder de artistieke maat vergeleken bij zijn vroegere werk, muzikaal gezien verraste Orbison de luisteraar niet meer met de vocale hoogstandjes die hem zijn bijnaam "The Big O" hebben opgeleverd. In 1977 tekende Orbison opnieuw bij Monument Records en nam het album Regeneration op. Dit album is beter dan het voorgaande, maar kon ook niet de vergelijking doorstaan met zijn vroegere werk. Een tweede album is afgemaakt (nooit uitgebracht) toen Orbison hartklachten kreeg, nadat hij optrad in een show ter nagedachtenis aan Elvis Presley, die kort daarvoor overleed. Hij onderging een hartoperatie en kreeg 3 bypasses.
Kort daarna verliet Orbison Monument Records. In 1979 tekende hij bij Aslyum Records en bracht daar het album Laminar Flow uit. Het album bevatte matige discoachtige liedjes met uitzondering van Poor Baby en Hounddog Man. Ondertussen is er achter de schermen iets op gang gekomen, want Orbison was dan wel niet meer een succesvol platenartiest, zijn werk uit de jaren zestig heeft echter wel zijn sporen nagelaten bij jongere collega's. Linda Ronstadt nam Blue Bayou op (1977), Don McLean Crying (1980) en Van Halen Oh, pretty woman (1981) en allen scoorden zij daarmee grote hits. Zelf scoorde Orbison samen met Emmylou Harris in 1980 eindelijk weer een hit met That Loving You Feeling Again. Het leverde hem zijn eerste Grammy Award op.

### Comeback
Vanaf die tijd begon Orbison aan een comeback te werken en kwam hij meer en meer in de spotlights te staan. Zo stond hij in het begin van de jaren tachtig in het voorprogramma van de Eagles en liet zich daardoor aan een groter en jonger publiek zien. In 1983 verscheen hij op televisie door een concert te geven getiteld Roy Orbison live in Austin City Limits Texas. In 1985 trad hij op bij Farm Aid en bracht hij een nieuwe single uit, Wild Hearts. Het is een ballad die een ouderwets goede Orbison laat horen. Het grote publiek merkte deze song echter niet op. Ook maakte hij dat jaar een album met zijn oude Sunmaatjes Jerry Lee Lewis, Carl Perkins en Johnny Cash. Het album heette The Class of '55. In 1986 werd het nummer In Dreams gebruikt in de cultfilm Blue Velvet, geregisseerd door David Lynch. Hierdoor kwam Orbison onder de aandacht van een jong publiek. Velen wilden weten wie de zanger van In Dreams is en ontdekten daardoor de muziek die Orbison tot dan gemaakt had. In 1987 nam Orbison samen met k.d. lang Crying opnieuw op als een duet. Het nummer werd in Amerika een hit en het leverde hem opnieuw een Grammy Award op. In hetzelfde jaar werd hij opgenomen in de Rock and Roll Hall of Fame dat een jaar eerder in het leven was geroepen. Daarmee werd de status van Roy Orbison als belangrijke pionier en vernieuwer van de rock-'n-roll officieel bevestigd en erkend door de muziekindustrie. In datzelfde jaar nam hij een televisiespecial op waarvan de zwart-wit video Roy Orbison and Friends, A Black and White Night uitkwam. In deze show bracht Orbison al zijn grote hits, inclusief twee nummers van zijn dan nog nieuw uit te komen album, ten gehore. Hij werd omringd door gastmuzikanten als Bruce Springsteen, Elvis Costello, Bonnie Raitt, Tom Waits, Jennifer Warnes, k.d. lang, Jackson Browne, J.D. Souther en James Burton (ex-gitarist van Elvis Presley). De laatste twee genoemden zijn in duet in de clip. Orbison kwam eindelijk terug aan de top en maakte dat nog eens duidelijk door in 1988 deel uit te maken van de supergroep The Traveling Wilburys, waarvan ook Bob Dylan, George Harrison, Jeff Lynne en Tom Petty deel uitmaakten. Het debuutalbum heette Traveling Wilburys Vol. 1, waarvan wereldwijd miljoenen exemplaren verkocht werden. Orbison stierf op 6 december 1988 plotseling als gevolg van een hartstilstand bij zijn moeder thuis in Hendersonville, een voorstadje van Nashville. Orbison was in voorbereiding op een wereldtournee. Zijn stoffelijk overschot werd begraven in een anoniem graf op de Westwood Village Memorial Park Cemetery in Los Angeles.
Zijn nieuwe album werd in januari 1989 postuum uitgebracht onder het Virginlabel. De single You Got It werd een wereldwijde hit. De enige keer dat Orbison You Got It voor een publiek zong was drie weken voor zijn dood op het Diamond Awards Festival in het Sportpaleis in Antwerpen, waar hij een Diamond Award kreeg, omdat hij 25 jaar tot de "top of the bill" behoorde. De opnames van dat optreden werden gebruikt voor de videoclip van You Got It. De tweede single, She's a mystery to me werd ook een hit. Dit nummer werd voor Orbison geschreven door Bono en Edge van U2. In 1992, vier jaar na zijn dood, werd het nummer I Drove All Night een hit in Engeland en bereikte daar de 7e plaats. De opvolger Crying (duet met k.d. lang) haalde in datzelfde jaar de 13e positie. Roy Orbison was, in tegenstelling tot veel van zijn tijdgenoten, helemaal terug aan de top toen hij stierf en keek vooruit naar nieuwe dingen en niet terug op oude vergane glorie. Vandaag de dag wordt hij door velen in de muziek business erkend als een van de grootste artiesten die de rock-'n-roll heeft voortgebracht. Zijn platen blijven goed verkopen en zijn in aantal de 100 miljoen ruim gepasseerd. Hij is voorbeeld en inspiratie voor vele artiesten en dat voor iemand tegen wie producer Jack Clement (Sun Records) ooit zei; "Roy, you're never gonna make it as a ballad singer".

## Discografie

### Albums
| Album met eventuele hitnotering(en) in de Nederlandse Album Top 100 | Datum van verschijnen | Datum van binnenkomst | Hoogste positie | Aantal weken | Opmerkingen |
| ------------------------------------------------------------------- | --------------------- | --------------------- | --------------- | ------------ | ----------- |
| The best of                                                         |                       | 2-10-1976             | 5               | 15           |             |
| The very best of                                                    |                       | 22-11-1986            | 54              | 6            |             |
| All time greatest hits                                              |                       | 24-12-1988            | 15              | 17           |             |
| The collection                                                      |                       | 11-2-1989             | 15              | 14           |             |
| Mystery girl                                                        |                       | 11-2-1989             | 2               | 21           |             |
| A black and white night                                             |                       | 25-11-1989            | 36              | 8            | & Friends   |

| Album met hitnotering(en) in de Vlaamse Ultratop 200 albums | Datum van verschijnen | Datum van binnenkomst | Hoogste positie | Aantal weken | Opmerkingen                          |
| ----------------------------------------------------------- | --------------------- | --------------------- | --------------- | ------------ | ------------------------------------ |
| The very best of                                            | 1996                  | 30-11-1996            | 10              | 17           |                                      |
| The essential                                               | 2006                  | 15-04-2006            | 4               | 13           |                                      |
| The soul of rock and roll                                   | 2008                  | 20-12-2008            | 62              | 4            |                                      |
| Mystery girl-25th anniversary edition                       | 2014                  | 29-05-2014            | 32              | 12           |                                      |
| The ultimate collection                                     | 2016                  | 12-11-2016            | 147             | 6            |                                      |
| Black & white night 30                                      | 2017                  | 04-03-2017            | 45              | 6            |                                      |
| A love so beautiful                                         | 2017                  | 11-11-2017            | 53              | 10           | met The Royal Philharmonic Orchestra |
| Unchained melodies                                          | 2018                  | 24-11-2018            | 186             | 2*           | met The Royal Philharmonic Orchestra |

### Singles
| Single met eventuele hitnotering(en) in de Nederlandse Top 40 | Datum van verschijnen | Datum van binnenkomst | Hoogste positie | Aantal weken | Opmerkingen      |
| ------------------------------------------------------------- | --------------------- | --------------------- | --------------- | ------------ | ---------------- |
| Pre-Top 40:                                                   |                       |                       |                 |              |                  |
| Only the lonely                                               |                       | 12-1960               | 15              | 1 M          |                  |
| Dream baby (how long must I dream)                            |                       | 6-1962                | 10              | 3 M          |                  |
| In dreams                                                     |                       | 8-1963                | 20              | 1 M          |                  |
| M = aantal maanden (Pre-Top 40)                               |                       |                       |                 |              |                  |
| Tijd voor Teenagers Top 10:                                   |                       |                       |                 |              |                  |
| It's over                                                     |                       | 11-7-1964             | 4               | 10           |                  |
| Oh, pretty woman                                              |                       | 3-10-1964             | 1               | 15           | Soundtrack       |
| Pretty paper                                                  |                       | 12-12-1964            | 18              | 3            |                  |
| Top 40:                                                       |                       |                       |                 |              |                  |
| Oh, pretty woman                                              |                       | 2-1-1965              | 3               | 8            |                  |
| Pretty paper                                                  |                       | 2-1-1965              | 13              | 4            |                  |
| Goodnight                                                     |                       | 6-3-1965              | 6               | 18           |                  |
| Say you're my girl                                            |                       | 24-7-1965             | 8               | 14           |                  |
| Ride away                                                     |                       | 18-9-1965             | 27              | 7            |                  |
| Breakin' up is breaking my heart                              |                       | 19-2-1966             | 35              | 3            |                  |
| Lana                                                          |                       | 9-7-1966              | 19              | 11           |                  |
| Too soon to know                                              |                       | 17-9-1966             | 29              | 4            |                  |
| You got it                                                    |                       | 21-1-1989             | 3               | 11           |                  |
| She's a mystery to me                                         |                       | 8-4-1989              | 18              | 5            | Bono & Edge – U2 |

| Single met hitnotering(en) in de Vlaamse Ultratop 50 | Datum van verschijnen | Datum van binnenkomst | Hoogste positie | Aantal weken | Opmerkingen |
| ---------------------------------------------------- | --------------------- | --------------------- | --------------- | ------------ | ----------- |
| Only the lonely                                      | 1960                  | 01-10-1960            | 6               | 20           |             |
| In dreams                                            | 1963                  | 01-04-1963            | 7               | 20           |             |
| Falling                                              | 1963                  | 01-07-1963            | 8               | 8            |             |
| Blue bayou                                           | 1963                  | 01-10-1963            | 3               | 16           |             |
| Beautiful dreamer                                    | 1964                  | 01-01-1964            | 17              | 4            |             |
| It's over                                            | 1964                  | 01-06-1964            | 4               | 16           |             |
| Oh, pretty woman                                     | 1964                  | 01-10-1964            | 1(2wk)          | 22           |             |
| Goodnight                                            | 1965                  | 01-02-1965            | 2               | 20           |             |
| Say you're my girl                                   | 1965                  | 01-08-1965            | 15              | 4            |             |
| Ride away                                            | 1965                  | 01-10-1965            | 13              | 4            |             |
| Crawling back                                        | 1965                  | 01-12-1965            | 20              | 4            |             |
| Breaking up is breaking my heart                     | 1966                  | 12-03-1966            | 9               | 7            |             |
| Twinkle toes                                         | 1966                  | 21-05-1966            | 14              | 4            |             |
| Lana                                                 | 1966                  | 16-07-1966            | 1(2wk)          | 16           |             |
| Too soon to know                                     | 1966                  | 08-10-1966            | 5               | 10           |             |
| Going back to Gloria                                 | 1967                  | 18-02-1967            | 15              | 4            |             |
| You got it                                           | 1989                  | 28-01-1989            | 1(5wk)          | 13           |             |
| She's a mystery to me                                | 1989                  | 28-04-1989            | 12              | 6            |             |
| California blue                                      | 1989                  | 22-07-1989            | 25              | 9            |             |

### NPO Radio 2 Top 2000
| Nummers met noteringen in de NPO Radio 2 Top 2000 | '99  | '00  | '01  | '02  | '03  | '04  | '05  | '06  | '07  | '08  | '09  | '10  | '11  | '12  | '13  | '14  | '15  | '16  | '17  | '18  | '19  | '20  | '21  | '22  | '23  | '24  |
| ------------------------------------------------- | ---- | ---- | ---- | ---- | ---- | ---- | ---- | ---- | ---- | ---- | ---- | ---- | ---- | ---- | ---- | ---- | ---- | ---- | ---- | ---- | ---- | ---- | ---- | ---- | ---- | ---- |
| In Dreams                                         | 587  | 552  | 627  | 588  | 488  | 568  | 631  | 498  | 685  | 568  | 827  | 775  | 896  | 1020 | 1057 | 1117 | 1203 | 1447 | 1362 | 1375 | 1343 | 1237 | 1407 | 1523 | 1585 | 1677 |
| It's Over                                         | 1132 | 1271 | 1230 | 1389 | 921  | 1189 | 1380 | 1219 | 1430 | 1238 | 1718 | 1661 | 1899 | -    | -    | -    | -    | -    | -    | -    | -    | -    | -    | -    | -    | -    |
| Oh, Pretty Woman                                  | 544  | 678  | 801  | 647  | 499  | 782  | 776  | 657  | 780  | 675  | 1102 | 961  | 1122 | 1443 | 1273 | 1640 | 1736 | 1885 | 1782 | 1532 | 1390 | 1389 | 1569 | 1764 | 1781 | 1952 |
| Only the Lonely                                   | 831  | 920  | 1148 | 861  | 441  | 885  | 1084 | 796  | 1118 | 826  | 1343 | 1242 | 1288 | 1430 | 1604 | 1896 | -    | -    | -    | -    | -    | -    | -    | -    | -    | -    |
| You Got It                                        | 822  | 874  | 911  | 1120 | 1393 | 1161 | 1372 | 1354 | 1546 | 1342 | 1577 | 1686 | 1704 | 1740 | 1776 | 1930 | 1868 | -    | -    | 1864 | 1795 | 1703 | 1927 | 1960 | -    | -    |

1. ↑  Een '-' betekent dat het nummer niet was genoteerd en een vetgedrukt getal geeft de hoogste notering van een nummer aan.

### Evergreen Top 1000
| Evergreen Top 1000 "California Blue" | Evergreen Top 1000 "California Blue" | Evergreen Top 1000 "California Blue" | Evergreen Top 1000 "California Blue" | Evergreen Top 1000 "California Blue" | Evergreen Top 1000 "California Blue" | Evergreen Top 1000 "California Blue" | Evergreen Top 1000 "California Blue" | Evergreen Top 1000 "California Blue" | Evergreen Top 1000 "California Blue" | Evergreen Top 1000 "California Blue" | Evergreen Top 1000 "California Blue" | Evergreen Top 1000 "California Blue" | Evergreen Top 1000 "California Blue" | Evergreen Top 1000 "California Blue" | Evergreen Top 1000 "California Blue" | Evergreen Top 1000 "California Blue" |
| Jaar                                 | 2008                                 | 2009                                 | 2010                                 | 2011                                 | 2012                                 | 2013                                 | 2014                                 | 2015                                 | 2016                                 | 2017                                 | 2018                                 | 2019                                 | 2020                                 | 2021                                 | 2022                                 | 2023                                 |
| ------------------------------------ | ------------------------------------ | ------------------------------------ | ------------------------------------ | ------------------------------------ | ------------------------------------ | ------------------------------------ | ------------------------------------ | ------------------------------------ | ------------------------------------ | ------------------------------------ | ------------------------------------ | ------------------------------------ | ------------------------------------ | ------------------------------------ | ------------------------------------ | ------------------------------------ |
| Positie                              | -                                    | -                                    | -                                    | -                                    | -                                    | -                                    | -                                    | -                                    | 607                                  | 346                                  | 218                                  | 158                                  | 274                                  | 153                                  | 191                                  | 311                                  |

### Dvd's
| Dvd's met hitnoteringen in de Nederlandse Music Top 30 | Datum van verschijnen | Datum van binnenkomst | Hoogste positie | Aantal weken | Opmerkingen |
| ------------------------------------------------------ | --------------------- | --------------------- | --------------- | ------------ | ----------- |
| Black & White night                                    | 2002                  | 30-03-2002            | 6               | 49           |             |
| Live at Austin city Limits                             | 2002                  | 30-11-2002            | 25              | 1            |             |

## Verwijzingen
- In 2003 heeft de Indiase filmmaatschappij Yash Raj Films het nummer Oh, pretty woman gebruikt in de Indiase film: Kal Ho Na Ho. Het liedje is helemaal opnieuw gezongen en aangepast aan het thema van de film.
- Roy Orbison komt voor in het boek De helaasheid der dingen van Dimitri Verhulst. In dit boek wordt ook gesproken over zijn comeback.
- Ook in de verfilming van het boek De helaasheid der dingen van Felix Van Groeningen uit 2009 komt Roy Orbison aan bod op een televisietoestel in zwart-wit met de liedjes Only the lonely en Oh, pretty woman.
- In het computerspel Alan Wake, uitgegeven door Microsoft Game Studios op 14 mei 2010, is nadat de speler episode 1 heeft voltooid zijn nummer In dreams te horen.
- In Het Uur van de Wolf de documentaire over zijn leven.[2]
- In Thunder Road van Bruce Springsteen refereert Springsteen aan het nummer Only the lonely.